# Michael Struwe
Michael Struwe (né le 6 octobre 1955 à Wuppertal) est un mathématicien allemand spécialisé dans le calcul des variations et les équations aux dérivées partielles non linéaires.

## Biographie
Il étudie les mathématiques à l'université de Bonn ; il obtient son doctorat en 1980 sous la direction de Jens Peter Günter Frehse avec une thèse intitulée Infinitely Many Solutions for Superlinear, Anticoercive Elliptic Boundary Value Problems without Oddness. Il occupe des postes de recherche à Paris et à l'École polytechnique fédérale de Zurich (ETH) avant d'obtenir son habilitation à Bonn en 1984. Depuis 1986, il travaille à l'ETH Zürich, d'abord en tant que professeur assistant, puis professeur ordinaire à partir de 1993. Il est spécialisé dans les équations aux dérivées partielles non linéaires et le calcul des variations.
Il est coéditeur des revues Calculus of Variations, Commentarii Mathematici Helvetici, International Mathematics Research Notices et Mathematische Zeitschrift.

## Prix et distinctions
- 1990 : Conférencier invité au  Congrès international des mathématiciens de Kyōto 1990 (« The evolution of harmonic maps »)
- 2011 : Conférence Gauss de la Société mathématique allemande
- 2012 : Fellow inaugural de l'American Mathematical Society[3].
- 2012 : Médaille Cantor de la Deutsche Mathematiker-Vereinigung pour « des réalisations exceptionnelles dans le domaine de l'analyse géométrique, du calcul des variations et des équations aux dérivées partielles non linéaires »[2].
- 2013 : Membre de l'Académie Léopoldine[4]

## Publications (sélection)
- Michael Struwe, Variational methods (Applications to nonlinear PDE and Hamiltonian systems, New York, Springer-Verlag, 1990, 244 p. (ISBN 3-540-52022-8)[5]

- Mariano Giaquinta et Michael Struwe, « On the partial regularity of weak solutions of nonlinear parabolic systems », Mathematische Zeitschrift, Springer Science and Business Media LLC, vol. 179, no 4,‎ 1982, p. 437–451 (ISSN 0025-5874, DOI 10.1007/bf01215058, S2CID 121187999)
- Michael Struwe, « A global compactness result for elliptic boundary value problems involving limiting nonlinearities », Mathematische Zeitschrift, Springer Science and Business Media LLC, vol. 187, no 4,‎ 1984, p. 511–517 (ISSN 0025-5874, DOI 10.1007/bf01174186, S2CID 120970687)
- Michael Struwe, « On the evolution of harmonic mappings of Riemannian surfaces », Commentarii Mathematici Helvetici, European Mathematical Society - EMS - Publishing House GmbH, vol. 60, no 1,‎ 1985, p. 558–581 (ISSN 0010-2571, DOI 10.1007/bf02567432, S2CID 122295509)
- G Cerami, S Solimini et M Struwe, « Some existence results for superlinear elliptic boundary value problems involving critical exponents », Journal of Functional Analysis, Elsevier BV, vol. 69, no 3,‎ 1986, p. 289–306 (ISSN 0022-1236, DOI 10.1016/0022-1236(86)90094-7)
- Michael Struwe, « On partial regularity results for the navier-stokes equations », Communications on Pure and Applied Mathematics, Wiley, vol. 41, no 4,‎ 1988, p. 437–458 (ISSN 0010-3640, DOI 10.1002/cpa.3160410404)
- Michael Struwe, « The existence of surfaces of constant mean curvature with free boundaries », Acta Mathematica, International Press of Boston, vol. 160,‎ 1988, p. 19–64 (ISSN 0001-5962, DOI 10.1007/bf02392272, S2CID 121385750)
- Struwe, Michael. On the evolution of harmonic maps in higher dimensions. J. Differential Geom. 28 (1988), no. 3, 485–502.
- Yunmei Chen et Michael Struwe, « Existence and partial regularity results for the heat flow for harmonic maps », Mathematische Zeitschrift, Springer Science and Business Media LLC, vol. 201, no 1,‎ 1989, p. 83–103 (ISSN 0025-5874, DOI 10.1007/bf01161997, S2CID 11210055)
- Jalal Shatah et Michael Struwe, « Regularity Results for Nonlinear Wave Equations », The Annals of Mathematics, JSTOR, vol. 138, no 3,‎ 1993, p. 503 (ISSN 0003-486X, DOI 10.2307/2946554, JSTOR 2946554)

- Jalal Shatah et Michael Struwe, « Well-posedness in the energy space for semilinear wave equations with critical growth », International Mathematics Research Notices, Oxford University Press (OUP), vol. 1994, no 7,‎ 1994, p. 303 (ISSN 1073-7928, DOI 10.1155/s1073792894000346)
- Michael Struwe et Gabriella Tarantello, « On multivortex solutions in Chern-Simons gauge theory », Boll. Unione Mat. Ital., Sez. B, Artic. Ric. Mat. Série VIII, no 1,‎ 1998, p. 109-121 (zbMATH 0912.58046).